# Скрученно удлинённая четырёхугольная пирамида
Скру́ченно удлинённая четырёхуго́льная пирами́да — один из многогранников Джонсона (J10, по Залгаллеру — М2+А4).
Составлена из 13 граней: 12 правильных треугольников и 1 квадрата. Квадратная грань окружена четырьмя треугольными; среди треугольных граней 4 окружены одной квадратной и двумя треугольными, другие 9 — тремя треугольными.
Имеет 20 рёбер одинаковой длины. 4 ребра располагаются между квадратной и треугольной гранями, остальные 16 — между двумя треугольными.
У скрученно удлинённой четырёхугольной пирамиды 9 вершин. В 4 вершинах (расположенных как вершины квадрата) сходятся квадратная грань и три треугольных; в 4 вершинах (расположенных как вершины другого квадрата) — пять треугольных; в 1 вершине — четыре треугольных.
Скрученно удлинённую четырёхугольную пирамиду можно получить из квадратной пирамиды (J1) и правильной четырёхугольной антипризмы, все рёбра у которых одинаковой длины, — приложив основание пирамиды к одному из оснований антипризмы.

## Метрические характеристики
Если скрученно удлинённая четырёхугольная пирамида имеет ребро длины {\displaystyle a}, её площадь поверхности и объём выражаются как
{\displaystyle S=\left(1+3{\sqrt {3}}\right)a^{2}\approx 6{,}1961524a^{2},}
{\displaystyle V={\frac {1}{6}}\left({\sqrt {2}}+2{\sqrt {4+3{\sqrt {2}}}}\right)a^{3}\approx 1{,}1927022a^{3}.}

## В координатах
Скрученно удлинённую четырёхугольную пирамиду с длиной ребра {\displaystyle 2} можно расположить в декартовой системе координат так, чтобы её вершины имели координаты
- {\displaystyle \left(0;\;0;\;{\sqrt {2}}+{\frac {1}{\sqrt[{4}]{2}}}\right),}
- {\displaystyle \left(\pm 1;\;\pm 1;\;{\frac {1}{\sqrt[{4}]{2}}}\right),}
- {\displaystyle \left(\pm {\sqrt {2}};\;0;\;-{\frac {1}{\sqrt[{4}]{2}}}\right),}
- {\displaystyle \left(0;\;\pm {\sqrt {2}};\;-{\frac {1}{\sqrt[{4}]{2}}}\right).}

При этом ось симметрии многогранника будет совпадать с осью Oz, а две из четырёх плоскостей симметрии — с плоскостями xOz и yOz.